# Tetrastigma voinierianum
Tetrastigma voinierianum là một loài thực vật hai lá mầm trong họ Nho. Loài này được (Baltet) Gagnep. miêu tả khoa học đầu tiên năm 1910.